# Ukąszenie Draculi
Ukąszenie Draculi (ang. Scars of Dracula) – brytyjski horror z 1970 roku. Film jest kontynuacją filmu Skosztuj krwi Draculi z 1970 roku. Został wyprodukowany przez studio Hammer Film Productions. Zdjęcia kręcono w hrabstwie Hertfordshire.

## Fabuła
W małej wiosce na terenie Karpat odnaleziona zostaje martwa dziewczyna ze śladem ugyzienia na szyi. Okoliczni mieszkańcy podejrzewając o tę zbrodnię hrabiego Drakulę palą jego zamek. W odwecie hrabia morduje wszystkie kobiety i dzieci w ich wiosce. W tym samym czasie w okolicy pojawia się Paul, młodzieniec, który musiał uciekać z rodzinnego miasteczka, kryjąc się przed burmistrzem, któremu uwiódł córkę. Paul spotyka na swojej drodze, Tanię, piękną wampirzycę, która zabiera go do zamku hrabiego Drakuli.

## Obsada
- Christopher Lee – Drakula
- Anouska Hempel – Tania
- Christopher Matthews – Paul Carlson
- Jenny Hanley – Sarah Framsen
- David Leland – policjant
- Dennis Waterman – Simon Carlson
- Patrick Troughton – Klove
- Michael Ripper – możnowładca
- Michael Gwynn – ksiądz
- George Innes – sługa
- Delia Lindsay – Alice